# Fédération humaniste européenne
Pour les articles homonymes, voir EHF et FHE.
 (février 2020).
La Fédération humaniste européenne ou FHE (en anglais : European Humanist Federation ou EHF), basée à Bruxelles, a été créée à Prague en juillet 1991 et réunit plus de 60 organisations séculaires et laïques sous la présidence de Michael Bauer C'est la plus large fédération d'organisations humanistes d'Europe. Elle promeut une Europe laïque, défend l'égalité de tous quelles que soient leur croyance ou religion et se bat contre les privilèges et le conservatisme religieux en Europe. Elle travaille en étroite collaboration avec l'Union internationale humaniste et éthique.

## Objectifs
La FHE promeut l'État laïc et s'oppose au lobbying d'organisations religieuses dans les Institutions européennes.
La FHE demande :
- De respecter scrupuleusement la séparation Église/État au niveau européen ;
- De défendre la liberté de religion et de croyances, ce qui inclut le droit de ne pas croire et le droit de changer de croyance ;
- De défendre la liberté de pensée et d'expression, ce qui implique de s'opposer aux lois prohibant le blasphème ;
- Inspirée par la conviction humaniste que tous les hommes et les femmes naissent libres et égaux, de promouvoir la non-discrimination, quel qu'en soit le fondement (ethnie, nation ou origine, religion ou croyance, handicap, âge, genre, orientation sexuelle, etc.) ;
- Soutenir la santé et les droits sexuels et génésiques des femmes où et quand elles sont menacées.

## Actions
La FHE promeut la liberté individuelle et s'oppose à l'influence et au conservatisme religieux dans les politiques européennes. Elle utilise ses compétences humanistes et laïques pour proposer des changements dans les politiques publiques européennes concernées par ses valeurs. 
La FHE est reconnue comme un partenaire officiel de l'Union européenne au titre de l'article 17 du Traité sur le Fonctionnement de l'Union européenne. Elle est régulièrement invitée à des rencontres avec les présidents de la Commission, du Parlement européen et du Conseil européen. La FHE participe également à des rencontres de la Plateforme pour le sécularisme en politique du Parlement européen  (EPPSP). Au niveau de l'Union européenne, la FHE travaille également avec le Service européen pour l'action extérieure (EEAS) et l'Agence des droits fondamentaux de l'Union européenne (FRA). Elle collabore avec le Conseil de l'Europe et l'Organisation pour la sécurité et la coopération en Europe (OSCE).
Exemples de campagnes de la FHE :
- Les droits sexuels et reproductifs sont EUX AUSSI des droits fondamentaux
- Lignes directrices de l'UE sur la liberté de religion et de croyances : assurer une approche équilibrée et laïque
- Libérez la recherche des dogmes religieux
- Non à la nomination de Tonio Borg à la Commission européenne
- Pas de droits spéciaux pour les Églises dans l'Union européenne

## Membres
Il y a de nombreuses organisations humanistes en Europe et dans le monde -voir le site de l'IHEU pour une liste mondiale. Certaines sont récentes, d'autres ont plus de 200 ans d'histoire. Il y a des fédérations embrassant des millions de membres et des groupes locaux qui n'en ont que quelques douzaines. Certaines travaillent sur le terrain et s'occupent de problèmes sociaux, de cérémonies humanistes, de conseil, d'activités de loisir ou d'éducation. D'autres sont plus intéressées par la réflexion personnelle.
De nombreuses organisations membres de la FHE sont des structures fédérales avec des membres locaux qui ne sont pas forcément affiliés à la FHE. D'autres sont particulièrement actifs dans leur campagne pour un État laïc ou pour la promotion d'un style de vie laïc.
Europe:
European Humanist Professionals
Allemagne:
Humanistischer Verband Deutschlands
Autriche:
Freidenkerbund Österreichs
Belgique:
Centre d’action laïque,
Humanistisch Vrijzinnige Vereniging,
RIBZ (Raad voor Inspectie en Begeleiding niet-confessionele Zedenleer),
Centrum voor Vrijzinnig Humanistisch Erfgoed,
Unie Vrijzinnige Verenigingen.
Danemark:
Ateistisk Selskab,
Humanistisk Samfund.
Finlande:
Vapaa-ajattelijain liitto ry
France:
Cercle Gaston-Crémieux,
Égale,
Ligue de l'enseignement,
Mouvement Europe et Laïcité;
Union des FAmilles Laïques,
Union rationaliste.
Allemagne:
Bund Freireligiöser Gemeinden Deutschlands,
Dachverband Freier Weltanschauungsgemeinschaften (DFW),
Giordano Bruno Stiftung,
Humanistischer Verband Deutschlands.
Grèce:
Atheist Union of Greece,
Humanist Union of Greece.
Islande:
Sidmennt
Irlande:
Humanist Association of Ireland
Italie:
Associazione del Libero Pensiero “Giordano Bruno”,
Coordinamento Nazionale delle Consulte per la Laicità delle Istituzioni,
Unione degli Atei e degli Agnostici Razionalisti.
Luxembourg:
Allianz vun Humanisten, Atheisten an Agnostiker Lëtzebuerg
Malte:
Malta Humanist Association
Pays-Bas:
Humanist Historical Center (formerly Het Humanistisch Archief),
Humanistisch Vormingsonderwijs,
Stichting HSHB,
Humanistisch Verbond.
Norvège:
Association humaniste norvégienne
Pologne:
Polish Humanist Association
Portugal:
Humanismo Secular Portugal
Roumanie:
Asociaţia Umanistă Română,
Association laïque-humaniste roumaine (ASUR),
Fundatia Centrul Pentru Constiinta Critica (CCC).
Russie:
Good Sense,
Russian Humanist Society
Slovaquie:
Prometheus Society of Slovakia (Spoločnosť Prometheus)
Espagne:
Europa Laica
Suède:
Humanisterna
Suisse:
Association suisse des libres penseurs.
Royaume-Uni:
British Humanist Association,
Central London Humanist Group,
Gay and Lesbian Humanist Association,
Humanist Society of Scotland,
National Secular Society,
North East Humanists,
South Place Ethical Society,
South West London Humanists.